# Afrikaans kampioenschap voetbal 2013
De 29e editie van het Afrikaans kampioenschap voetbal vond in 2013 in Zuid-Afrika plaats. Het was de tweede keer, na 1996, dat Zuid-Afrika dit toernooi organiseerde. De winnaar, Nigeria, plaatste zich hiermee voor de FIFA Confederations Cup 2013.

## Toewijzing eerst aan Libië, later aan Zuid-Afrika
Op 4 september 2006 maakte de Afrikaanse voetbalbond (CAF) tegelijkertijd de organisatoren van drie eindtoernooien bekend. Het toernooi van 2010 ging naar Angola, het toernooi van 2012 naar de duo-organisatie Gabon-Equatoriaal Guinea en 2014 naar Libië. Op 14 mei 2010 maakte het uitvoerend comité van de CAF bekend dat het toernooi vanaf 2013 in de oneven jaren wordt gehouden. Hierdoor zou Libië organisator van het toernooi van 2013 worden, maar na uitbraak van landelijke protesten en de militaire aanval die daarop volgde, liep het in Libië 2011 uit tot een burgeroorlog. Hierdoor besloot de CAF in september 2011 om de organisatie van de toernooien van 2013 en 2017 om te wisselen.
Volgens de CAF kon Zuid-Afrika, gebruikmakend van zijn infrastructuur van het wereldkampioenschap van 2010, de organisatie op korte termijn overnemen en kreeg Libië kreeg meer tijd om te herstellen van de oorlog.

## Kwalificatie

### Gekwalificeerde landen

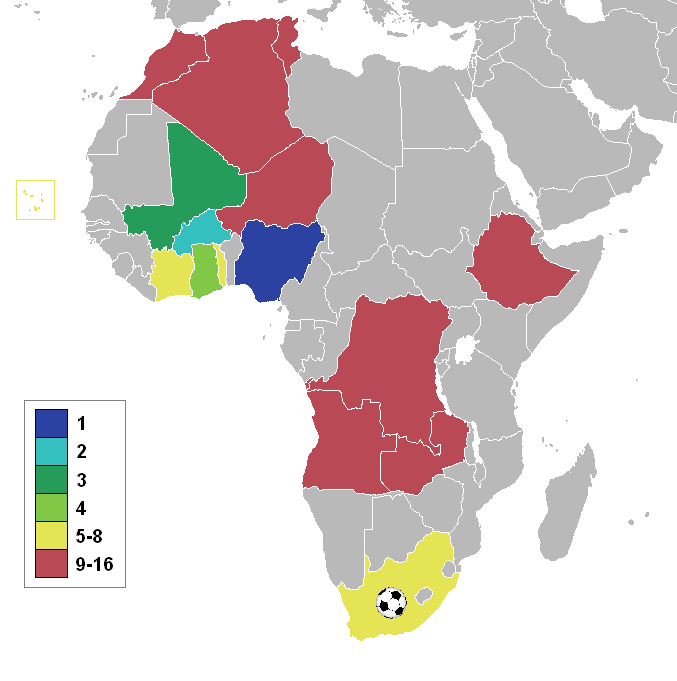
Kaart van Afrika met de gekwalificeerde landen

| Land           | Gekwalificeerd als                          | Datum van kwalificatie | Vorige deelnames in toernooi | beste resultaat voorgaande toernooien |
| -------------- | ------------------------------------------- | ---------------------- | ---------------------------- | ------------------------------------- |
| Zuid-Afrika    | Gastland                                    | 29 januari 2011        | 7e                           | Winnaar (1996)                        |
| Ghana          | Winnaar tegen Malawi                        | 13 oktober 2012        | 18e                          | Winnaar (1963, 1965, 1978, 1982)      |
| Mali           | Winnaar tegen Botswana                      | 13 oktober 2012        | 7e                           | 2e plaats (1972)                      |
| Zambia         | Winnaar tegen Oeganda                       | 13 oktober 2012        | 15e                          | Winnaar (2012)                        |
| Nigeria        | Winnaar tegen Liberia                       | 13 oktober 2012        | 16e                          | Winnaar (1980 ,1994)                  |
| Tunesië        | Winnaar tegen Sierra Leone                  | 13 oktober 2012        | 15e                          | Winnaar (2004)                        |
| Ivoorkust      | Winnaar tegen Senegal                       | 13 oktober 2012        | 19e                          | Winnaar (1992)                        |
| Marokko        | Winnaar tegen Mozambique                    | 13 oktober 2012        | 14e                          | Winnaar (1976)                        |
| Ethiopië       | Winnaar tegen Soedan                        | 14 oktober 2012        | 9e                           | Winnaar (1962)                        |
| Kaapverdië     | Winnaar tegen Kameroen                      | 14 oktober 2012        | geen                         | Debuut                                |
| Angola         | Winnaar tegen Zimbabwe                      | 14 oktober 2012        | 6e                           | Kwartfinales (2010)                   |
| Niger          | Winnaar tegen Guinee                        | 14 oktober 2012        | 1e                           | Groepsfase (2012)                     |
| Togo           | Winnaar tegen Gabon                         | 14 oktober 2012        | 6e                           | Groepsfase                            |
| Congo-Kinshasa | Winnaar tegen Equatoriaal-Guinea            | 14 oktober 2012        | 15e                          | Winnaar (1968 en 1974)                |
| Burkina Faso   | Winnaar tegen Centraal-Afrikaanse Republiek | 14 oktober 2012        | 8e                           | Vierde plaats (1998)                  |
| Algerije       | Winnaar tegen Libië                         | 14 oktober 2012        | 14e                          | Winnaar (1990)                        |

## Stadions
De wedstrijden worden gespeeld in vijf stadions in vijf steden.
| Johannesburg       | Durban                | Port Elizabeth                                            |
| ------------------ | --------------------- | --------------------------------------------------------- |
| Soccer City        | Moses Mabhidastadion  | Nelson Mandelabaaistadion                                 |
| Capaciteit:94.700  | Capaciteit:69.957     | Capaciteit:46.082                                         |
|                    |                       |                                                           |
| Nelspruit          | Rustenburg            | · Johannesburg Durban Port Elizabeth Rustenburg Nelspruit |
| Mbombelastadion    | Royal Bafokengstadion | · Johannesburg Durban Port Elizabeth Rustenburg Nelspruit |
| Capaciteit: 43.589 | Capaciteit: 44.530    | · Johannesburg Durban Port Elizabeth Rustenburg Nelspruit |
|                    |                       | · Johannesburg Durban Port Elizabeth Rustenburg Nelspruit |

## Groepsfase
De loting vond plaats op 24 oktober 2012 in Durban.

### Groep A
| Team        | Wed. | W | G | V | DV | DT | DS | Ptn |
| ----------- | ---- | - | - | - | -- | -- | -- | --- |
| Zuid-Afrika | 3    | 1 | 2 | 0 | 4  | 2  | +2 | 5   |
| Kaapverdië  | 3    | 1 | 2 | 0 | 3  | 2  | +1 | 5   |
| Marokko     | 3    | 0 | 3 | 0 | 3  | 3  | 0  | 3   |
| Angola      | 3    | 0 | 1 | 2 | 1  | 4  | –3 | 1   |

|                                                  |                  |       |            |                                                                                            |
| 19 januari 2013 «onderlinge duels» 18:00 (UTC+2) | Zuid-Afrika      | 0 – 0 | Kaapverdië | Soccer City, Johannesburg Toeschouwers: 50.000 Scheidsrechter: Djamel Haimoudi ( Algerije) |
| 19 januari 2013 «onderlinge duels» 18:00 (UTC+2) | Wedstrijdverslag |       |            | Soccer City, Johannesburg Toeschouwers: 50.000 Scheidsrechter: Djamel Haimoudi ( Algerije) |

|                                                  |                  |       |         |                                                                                         |
| 19 januari 2013 «onderlinge duels» 21:00 (UTC+2) | Angola           | 0 – 0 | Marokko | Soccer City, Johannesburg Toeschouwers: 25.000 Scheidsrechter: Diatta Badara ( Senegal) |
| 19 januari 2013 «onderlinge duels» 21:00 (UTC+2) | Wedstrijdverslag |       |         | Soccer City, Johannesburg Toeschouwers: 25.000 Scheidsrechter: Diatta Badara ( Senegal) |

|                                                  |                         |                  |        |                                                                                           |
| 23 januari 2013 «onderlinge duels» 17:00 (UTC+2) | Zuid-Afrika             | 2 – 0            | Angola | Moses Mabhidastadion, Durban Toeschouwers: 40.000 Scheidsrechter: Koman Coulibaly ( Mali) |
| 23 januari 2013 «onderlinge duels» 17:00 (UTC+2) | Sangweni 30' Majoro 62' | Wedstrijdverslag |        | Moses Mabhidastadion, Durban Toeschouwers: 40.000 Scheidsrechter: Koman Coulibaly ( Mali) |

|                                                  |              |                  |            |                                                                                           |
| 23 januari 2013 «onderlinge duels» 20:00 (UTC+2) | Marokko      | 1 – 1            | Kaapverdië | Moses Mabhidastadion, Durban Toeschouwers: 25.000 Scheidsrechter: Janny Sikazwe ( Zambia) |
| 23 januari 2013 «onderlinge duels» 20:00 (UTC+2) | El-Arabi 78' | Wedstrijdverslag | 36' Soares | Moses Mabhidastadion, Durban Toeschouwers: 25.000 Scheidsrechter: Janny Sikazwe ( Zambia) |

|                                                  |                         |                  |                           |                                                                                            |
| 27 januari 2013 «onderlinge duels» 19:00 (UTC+2) | Marokko                 | 2 – 2            | Zuid-Afrika               | Moses Mabhidastadion, Durban Toeschouwers: 45.000 Scheidsrechter: Bakary Gassama ( Gambia) |
| 27 januari 2013 «onderlinge duels» 19:00 (UTC+2) | El Adoua 10' Hafidi 82' | Wedstrijdverslag | 71' Mahlangu 86' Sangweni | Moses Mabhidastadion, Durban Toeschouwers: 45.000 Scheidsrechter: Bakary Gassama ( Gambia) |

|                                                  |                            |                  |                  | |
| 27 januari 2013 «onderlinge duels» 19:00 (UTC+2) | Kaapverdië                 | 2 – 1            | Angola           | Nelson Mandelabaaistadion, Port Elizabeth Toeschouwers: 20.000 Scheidsrechter: Slim Jedidi ( Tunesië) |
| 27 januari 2013 «onderlinge duels» 19:00 (UTC+2) | F. Varela 81' Héldon 90+1' | Wedstrijdverslag | 33' (e.d.) Nando | Nelson Mandelabaaistadion, Port Elizabeth Toeschouwers: 20.000 Scheidsrechter: Slim Jedidi ( Tunesië) |

### Groep B
| Team           | Wed. | W | G | V | DV | DT | DS | Ptn |
| -------------- | ---- | - | - | - | -- | -- | -- | --- |
| Ghana          | 3    | 2 | 1 | 0 | 6  | 2  | +4 | 7   |
| Mali           | 3    | 1 | 1 | 1 | 2  | 2  | 0  | 4   |
| Congo-Kinshasa | 3    | 0 | 3 | 0 | 3  | 3  | 0  | 3   |
| Niger          | 3    | 0 | 1 | 2 | 0  | 4  | –4 | 1   |

|                                                  |                            |                  |                              | |
| 20 januari 2013 «onderlinge duels» 17:00 (UTC+2) | Ghana                      | 2 – 2            | Congo-Kinshasa               | Nelson Mandelabaaistadion, Port Elizabeth Toeschouwers: 7.000 Scheidsrechter: Daniel Bennett ( Zuid-Afrika) |
| 20 januari 2013 «onderlinge duels» 17:00 (UTC+2) | A. Badu 40' K. Asamoah 49' | Wedstrijdverslag | 54' Mputu 69' (pen.) Mbokani | Nelson Mandelabaaistadion, Port Elizabeth Toeschouwers: 7.000 Scheidsrechter: Daniel Bennett ( Zuid-Afrika) |

|                                                  |           |                  |       | |
| 20 januari 2013 «onderlinge duels» 20:00 (UTC+2) | Mali      | 1 – 0            | Niger | Nelson Mandelabaaistadion, Port Elizabeth Toeschouwers: 20.000 Scheidsrechter: Slim Jedidi ( Tunesië) |
| 20 januari 2013 «onderlinge duels» 20:00 (UTC+2) | Keita 84' | Wedstrijdverslag |       | Nelson Mandelabaaistadion, Port Elizabeth Toeschouwers: 20.000 Scheidsrechter: Slim Jedidi ( Tunesië) |

|                                                  |                   |                  |      | |
| 24 januari 2013 «onderlinge duels» 17:00 (UTC+2) | Ghana             | 1 – 0            | Mali | Nelson Mandelabaaistadion, Port Elizabeth Toeschouwers: 8.000 Scheidsrechter: Noumandiez Doué ( Ivoorkust) |
| 24 januari 2013 «onderlinge duels» 17:00 (UTC+2) | Wakaso 38' (pen.) | Wedstrijdverslag |      | Nelson Mandelabaaistadion, Port Elizabeth Toeschouwers: 8.000 Scheidsrechter: Noumandiez Doué ( Ivoorkust) |

|                                                  |                  |       |                | |
| 24 januari 2013 «onderlinge duels» 20:00 (UTC+2) | Niger            | 0 – 0 | Congo-Kinshasa | Nelson Mandelabaaistadion, Port Elizabeth Toeschouwers: 12.000 Scheidsrechter: Bouchaib El-Ahrach ( Marokko) |
| 24 januari 2013 «onderlinge duels» 20:00 (UTC+2) | Wedstrijdverslag |       |                | Nelson Mandelabaaistadion, Port Elizabeth Toeschouwers: 12.000 Scheidsrechter: Bouchaib El-Ahrach ( Marokko) |

|                                                  |       |                  |                           | |
| 28 januari 2013 «onderlinge duels» 19:00 (UTC+2) | Niger | 0 – 3            | Ghana                     | Nelson Mandelabaaistadion, Port Elizabeth Toeschouwers: 10.000 Scheidsrechter: Badara Diatta ( Senegal) |
| 28 januari 2013 «onderlinge duels» 19:00 (UTC+2) |       | Wedstrijdverslag | 6' Gyan 23' Atsu 49' Boye | Nelson Mandelabaaistadion, Port Elizabeth Toeschouwers: 10.000 Scheidsrechter: Badara Diatta ( Senegal) |

|                                                  |                   |                  |                  |                                                                                              |
| 28 januari 2013 «onderlinge duels» 19:00 (UTC+2) | Congo-Kinshasa    | 1 – 1            | Mali             | Moses Mabhidastadium, Durban Toeschouwers: 8.000 Scheidsrechter: Djamel Haimoudi ( Algerije) |
| 28 januari 2013 «onderlinge duels» 19:00 (UTC+2) | Mbokani 3' (pen.) | Wedstrijdverslag | 15' Mah. Samassa | Moses Mabhidastadium, Durban Toeschouwers: 8.000 Scheidsrechter: Djamel Haimoudi ( Algerije) |

### Groep C
| Team         | Wed. | W | G | V | DV | DT | DS | Ptn |
| ------------ | ---- | - | - | - | -- | -- | -- | --- |
| Burkina Faso | 3    | 1 | 2 | 0 | 5  | 1  | +4 | 5   |
| Nigeria      | 3    | 1 | 2 | 0 | 4  | 2  | +2 | 5   |
| Zambia       | 3    | 0 | 3 | 0 | 2  | 2  | 0  | 3   |
| Ethiopië     | 3    | 0 | 1 | 2 | 1  | 7  | –6 | 1   |

|                                                  |               |                  |           |                                                                                             |
| 21 januari 2013 «onderlinge duels» 17:00 (UTC+2) | Zambia        | 1 – 1            | Ethiopië  | Mbombelastadion, Nelspruit Toeschouwers: 10.000 Scheidsrechter: Eric Otogo-Castane ( Gabon) |
| 21 januari 2013 «onderlinge duels» 17:00 (UTC+2) | Mbesuma 45+3' | Wedstrijdverslag | 65' Adane | Mbombelastadion, Nelspruit Toeschouwers: 10.000 Scheidsrechter: Eric Otogo-Castane ( Gabon) |

|                                                  |             |                  |              |                                                                                            |
| 21 januari 2013 «onderlinge duels» 20:00 (UTC+2) | Nigeria     | 1 – 1            | Burkina Faso | Mbombelastadion, Nelspruit Toeschouwers: 8.500 Scheidsrechter: Mohamed Benouza ( Algerije) |
| 21 januari 2013 «onderlinge duels» 20:00 (UTC+2) | Emenike 23' | Wedstrijdverslag | 90+4' Traoré | Mbombelastadion, Nelspruit Toeschouwers: 8.500 Scheidsrechter: Mohamed Benouza ( Algerije) |

|                                                  |                  |                  |             |                                                                                        |
| 25 januari 2013 «onderlinge duels» 17:00 (UTC+2) | Zambia           | 1 – 1            | Nigeria     | Mbombelastadion, Nelspruit Toeschouwers: 25.000 Scheidsrechter: Grisha Ghead ( Egypte) |
| 25 januari 2013 «onderlinge duels» 17:00 (UTC+2) | Mweene 85' (pen) | Wedstrijdverslag | 57' Emenike | Mbombelastadion, Nelspruit Toeschouwers: 25.000 Scheidsrechter: Grisha Ghead ( Egypte) |

|                                                  |                                                |                  |          |                                                                                               |
| 25 januari 2013 «onderlinge duels» 20:00 (UTC+2) | Burkina Faso                                   | 4 – 0            | Ethiopië | Mbombelastadion, Nelspruit Toeschouwers: 35.000 Scheidsrechter: Bernard Camille ( Seychellen) |
| 25 januari 2013 «onderlinge duels» 20:00 (UTC+2) | Al. Traoré 34', 74' D. Koné 79' Pitroipa 90+5' | Wedstrijdverslag |          | Mbombelastadion, Nelspruit Toeschouwers: 35.000 Scheidsrechter: Bernard Camille ( Seychellen) |

|                                                  |                  |       |        |                                                                                        |
| 29 januari 2013 «onderlinge duels» 19:00 (UTC+2) | Burkina Faso     | 0 – 0 | Zambia | Mbombelastadion, Nelspruit Toeschouwers: 8.000 Scheidsrechter: Sidi Alioum ( Kameroen) |
| 29 januari 2013 «onderlinge duels» 19:00 (UTC+2) | Wedstrijdverslag |       |        | Mbombelastadion, Nelspruit Toeschouwers: 8.000 Scheidsrechter: Sidi Alioum ( Kameroen) |

|                                                  |          |                  |                              | |
| 29 januari 2013 «onderlinge duels» 19:00 (UTC+2) | Ethiopië | 0 – 2            | Nigeria                      | Royal Bafokengstadion, Rustenburg Toeschouwers: 15.000 Scheidsrechter: Bouchaib El-Ahrach ( Marokko) |
| 29 januari 2013 «onderlinge duels» 19:00 (UTC+2) |          | Wedstrijdverslag | 80' (pen.), 90' (pen.) Moses | Royal Bafokengstadion, Rustenburg Toeschouwers: 15.000 Scheidsrechter: Bouchaib El-Ahrach ( Marokko) |

### Groep D
| Team      | Wed. | W | G | V | DV | DT | DS | Ptn |
| --------- | ---- | - | - | - | -- | -- | -- | --- |
| Ivoorkust | 3    | 2 | 1 | 0 | 7  | 3  | +4 | 7   |
| Togo      | 3    | 1 | 1 | 1 | 4  | 3  | +1 | 4   |
| Tunesië   | 3    | 1 | 1 | 1 | 2  | 4  | –2 | 4   |
| Algerije  | 3    | 0 | 1 | 2 | 2  | 5  | –3 | 1   |

|                                                  |                          |                  |             |                                                                                               |
| 22 januari 2013 «onderlinge duels» 17:00 (UTC+2) | Ivoorkust                | 2 – 1            | Togo        | Royal Bafokengstadion, Rustenburg Toeschouwers: 2.000 Scheidsrechter: Sidi Alioum ( Kameroen) |
| 22 januari 2013 «onderlinge duels» 17:00 (UTC+2) | Y. Touré 8' Gervinho 88' | Wedstrijdverslag | 45+2' Ayité | Royal Bafokengstadion, Rustenburg Toeschouwers: 2.000 Scheidsrechter: Sidi Alioum ( Kameroen) |

|                                                  |              |                  |          |                                                                                                |
| 22 januari 2013 «onderlinge duels» 20:00 (UTC+2) | Tunesië      | 1 – 0            | Algerije | Royal Bafokengstadion, Rustenburg Toeschouwers: 8.000 Scheidsrechter: Bakary Gassama ( Gambia) |
| 22 januari 2013 «onderlinge duels» 20:00 (UTC+2) | Msakni 90+1' | Wedstrijdverslag |          | Royal Bafokengstadion, Rustenburg Toeschouwers: 8.000 Scheidsrechter: Bakary Gassama ( Gambia) |

|                                                  |                                    |        |         | |
| 26 januari 2013 «onderlinge duels» 17:00 (UTC+2) | Ivoorkust                          | 3 – 0  | Tunesië | Royal Bafokengstadion, Rustenburg Toeschouwers: 30.000 Scheidsrechter: Rajindraparsad Seechurn ( Mauritius) |
| 26 januari 2013 «onderlinge duels» 17:00 (UTC+2) | Gervinho 21' Y. Touré 88' Ya 90+1' | Verlag |         | Royal Bafokengstadion, Rustenburg Toeschouwers: 30.000 Scheidsrechter: Rajindraparsad Seechurn ( Mauritius) |

|                                                  |          |                  |                         | |
| 26 januari 2013 «onderlinge duels» 20:00 (UTC+2) | Algerije | 0 – 2            | Togo                    | Royal Bafokengstadion, Rustenburg Toeschouwers: 25.000 Scheidsrechter: Hamada Nampiandraza ( Madagaskar) |
| 26 januari 2013 «onderlinge duels» 20:00 (UTC+2) |          | Wedstrijdverslag | 32' Adebayor 90+3' Womé | Royal Bafokengstadion, Rustenburg Toeschouwers: 25.000 Scheidsrechter: Hamada Nampiandraza ( Madagaskar) |

|                                                  |                                 |                  |                     |                                                                                                   |
| 30 januari 2013 «onderlinge duels» 19:00 (UTC+2) | Algerije                        | 2 – 2            | Ivoorkust           | Royal Bafokengstadion, Rustenburg Toeschouwers: 5.000 Scheidsrechter: Eric Otogo-Castane ( Gabon) |
| 30 januari 2013 «onderlinge duels» 19:00 (UTC+2) | Feghouli 64' (pen.) Soudani 70' | Wedstrijdverslag | 77' Drogba 81' Bony | Royal Bafokengstadion, Rustenburg Toeschouwers: 5.000 Scheidsrechter: Eric Otogo-Castane ( Gabon) |

|                                                  |           |                  |                    |                                                                                              |
| 30 januari 2013 «onderlinge duels» 19:00 (UTC+2) | Togo      | 1 – 1            | Tunesië            | Mbombelastadion, Nelspruit Toeschouwers: 7.500 Scheidsrechter: Daniel Bennett ( Zuid-Afrika) |
| 30 januari 2013 «onderlinge duels» 19:00 (UTC+2) | Gakpé 13' | Wedstrijdverslag | 30' (pen.) Mouelhi | Mbombelastadion, Nelspruit Toeschouwers: 7.500 Scheidsrechter: Daniel Bennett ( Zuid-Afrika) |

## Knock-outfase
|  | kwartfinale                      | kwartfinale                 |                                 |       | halve finale                     | halve finale                     |   |  | finale | finale |
|  |                                  |                             |                                 |       |                                  |                                  |   |  |        |        |
|  | 2 februari 2013 – Durban         |                             |                                 |       |                                  |                                  |   |  |        |        |
|  |                                  |                             |                                 |       |                                  |                                  |   |  |        |        |
|  | Zuid-Afrika                      | 1 (1)                       |                                 |       |                                  |                                  |   |  |        |        |
|  | Zuid-Afrika                      | 1 (1)                       | 6 februari 2013 – Durban        |       |                                  |                                  |   |  |        |        |
|  | Mali                             | 1 (3)                       |                                 |       |                                  |                                  |   |  |        |        |
|  | Mali                             | 1 (3)                       | Mali                            | 1     |                                  |                                  |   |  |        |        |
|  | 3 februari 2013 – Rustenburg     |                             | Mali                            | 1     |                                  |                                  |   |  |        |        |
|  |                                  | Nigeria                     | 4                               |       |                                  |                                  |   |  |        |        |
|  | Ivoorkust                        | Nigeria                     | 4                               | 1     |                                  |                                  |   |  |        |        |
|  | Ivoorkust                        |                             | 10 februari 2013 – Johannesburg | 1     |                                  |                                  |   |  |        |        |
|  | Nigeria                          | 2                           |                                 |       |                                  |                                  |   |  |        |        |
|  | Nigeria                          | 2                           | Nigeria                         | 1     |                                  |                                  |   |  |        |        |
|  | 3 februari 2013 – Nelspruit      |                             | Nigeria                         | 1     |                                  |                                  |   |  |        |        |
|  |                                  | Burkina Faso                | 0                               |       |                                  |                                  |   |  |        |        |
|  | Burkina Faso                     | Burkina Faso                | 0                               | 1     |                                  |                                  |   |  |        |        |
|  | Burkina Faso                     | 6 februari 2013 – Nelspruit |                                 | 1     |                                  |                                  |   |  |        |        |
|  | Togo                             | 0                           |                                 |       |                                  |                                  |   |  |        |        |
|  | Togo                             | 0                           | Burkina Faso                    | 1 (3) | derde plaats                     | derde plaats                     |   |  |        |        |
|  | 2 februari 2013 – Port Elizabeth |                             | Burkina Faso                    | 1 (3) | derde plaats                     | derde plaats                     |   |  |        |        |
|  |                                  | Ghana                       | 1 (2)                           |       | 9 februari 2013 – Port Elizabeth | 9 februari 2013 – Port Elizabeth |   |  |        |        |
|  | Ghana                            | Ghana                       | 1 (2)                           | 2     | 9 februari 2013 – Port Elizabeth | 9 februari 2013 – Port Elizabeth |   |  |        |        |
|  | Ghana                            |                             |                                 |       |                                  | Mali                             | 3 |  |        |        |
|  | Kaapverdië                       | 0                           |                                 |       |                                  | Mali                             | 3 |  |        |        |
|  | Kaapverdië                       | 0                           | Ghana                           | 1     |                                  |                                  |   |  |        |        |
|  |                                  |                             | Ghana                           | 1     |                                  |                                  |   |  |        |        |

### Kwartfinales
|                                                  |                          |                  |            | |
| 2 februari 2013 «onderlinge duels» 17:00 (UTC+2) | Ghana                    | 2 – 0            | Kaapverdië | Nelson Mandelabaaistadion, Port Elizabeth Toeschouwers: 8.000 Scheidsrechter: Rajindraparsad Seechurn ( Mauritius) |
| 2 februari 2013 «onderlinge duels» 17:00 (UTC+2) | Wakaso 54' (pen.), 90+5' | Wedstrijdverslag |            | Nelson Mandelabaaistadion, Port Elizabeth Toeschouwers: 8.000 Scheidsrechter: Rajindraparsad Seechurn ( Mauritius) |

|                                                  |                                   |                  |                             |                                                                                           |
| 2 februari 2013 «onderlinge duels» 20:30 (UTC+2) | Zuid-Afrika                       | 1 – 1 (nv)       | Mali                        | Moses Mabhidastadion, Durban Toeschouwers: 45.000 Scheidsrechter: Sidi Alioum ( Kameroen) |
| 2 februari 2013 «onderlinge duels» 20:30 (UTC+2) | Rantie 31'                        | Wedstrijdverslag | 58' Keita                   | Moses Mabhidastadion, Durban Toeschouwers: 45.000 Scheidsrechter: Sidi Alioum ( Kameroen) |
| 2 februari 2013 «onderlinge duels» 20:30 (UTC+2) | Strafschoppen                     |                  |                             | Moses Mabhidastadion, Durban Toeschouwers: 45.000 Scheidsrechter: Sidi Alioum ( Kameroen) |
| 2 februari 2013 «onderlinge duels» 20:30 (UTC+2) | Tshabalala Furman Mahlangu Majoro | 1 – 3            | Diabaté Tamboura Ma. Traore | Moses Mabhidastadion, Durban Toeschouwers: 45.000 Scheidsrechter: Sidi Alioum ( Kameroen) |

|                                                  |           |                  |                     | |
| 3 februari 2013 «onderlinge duels» 17:00 (UTC+2) | Ivoorkust | 1 – 2            | Nigeria             | Royal Bafokengstadion, Rustenburg Toeschouwers: 25.000 Scheidsrechter: Djamel Haimoudi ( Algerije) |
| 3 februari 2013 «onderlinge duels» 17:00 (UTC+2) | Tioté 50' | Wedstrijdverslag | 43' Emenike 78' Mba | Royal Bafokengstadion, Rustenburg Toeschouwers: 25.000 Scheidsrechter: Djamel Haimoudi ( Algerije) |

|                                                  |               |                  |      |                                                                                          |
| 3 februari 2013 «onderlinge duels» 20:30 (UTC+2) | Burkina Faso  | 1 – 0 (nv)       | Togo | Mbombelastadion, Nelspruit Toeschouwers: 27.000 Scheidsrechter: Badara Diatta ( Senegal) |
| 3 februari 2013 «onderlinge duels» 20:30 (UTC+2) | Pitroipa 105' | Wedstrijdverslag |      | Mbombelastadion, Nelspruit Toeschouwers: 27.000 Scheidsrechter: Badara Diatta ( Senegal) |

### Halve finales
|                                                  |               |                  |                                              |                                                                                            |
| 6 februari 2013 «onderlinge duels» 17:00 (UTC+2) | Mali          | 1 – 4            | Nigeria                                      | Moses Mabhidastadion, Durban Toeschouwers: 54.000 Scheidsrechter: Bakary Gassama ( Gambia) |
| 6 februari 2013 «onderlinge duels» 17:00 (UTC+2) | C. Diarra 75' | Wedstrijdverslag | 25' Echiéjilé 30' Ideye 44' Emenike 60' Musa | Moses Mabhidastadion, Durban Toeschouwers: 54.000 Scheidsrechter: Bakary Gassama ( Gambia) |

|                                                  |                                        |                  |                                   |                                                                                        |
| 6 februari 2013 «onderlinge duels» 20:30 (UTC+2) | Burkina Faso                           | 1 – 1 (nv)       | Ghana                             | Mbombelastadion, Nelspruit Toeschouwers: 30.000 Scheidsrechter: Slim Jedidi ( Tunesië) |
| 6 februari 2013 «onderlinge duels» 20:30 (UTC+2) | Bancé 60'                              | Wedstrijdverslag | 13' (pen.) Wakaso                 | Mbombelastadion, Nelspruit Toeschouwers: 30.000 Scheidsrechter: Slim Jedidi ( Tunesië) |
| 6 februari 2013 «onderlinge duels» 20:30 (UTC+2) | Strafschoppen                          |                  |                                   | Mbombelastadion, Nelspruit Toeschouwers: 30.000 Scheidsrechter: Slim Jedidi ( Tunesië) |
| 6 februari 2013 «onderlinge duels» 20:30 (UTC+2) | B. Koné H. Traoré Paul Koulibaly Bancé | 3 – 2            | Vorsah Atsu Afful Clottey A. Badu | Mbombelastadion, Nelspruit Toeschouwers: 30.000 Scheidsrechter: Slim Jedidi ( Tunesië) |

### Derde plaats
|                                                  |                                         |                  |             | |
| 9 februari 2013 «onderlinge duels» 20:00 (UTC+2) | Mali                                    | 3 – 1            | Ghana       | Nelson Mandelabaaistadion, Port Elizabeth Toeschouwers: 6.000 Scheidsrechter: Eric Otogo-Castane ( Gambia) |
| 9 februari 2013 «onderlinge duels» 20:00 (UTC+2) | Mah. Samassa 21' Keita 48' Diarra 90+4' | Wedstrijdverslag | 82' Asamoah | Nelson Mandelabaaistadion, Port Elizabeth Toeschouwers: 6.000 Scheidsrechter: Eric Otogo-Castane ( Gambia) |

### Finale
|                                                   |         |                  |              |                                                                                            |
| 10 februari 2013 «onderlinge duels» 20:00 (UTC+2) | Nigeria | 1 – 0            | Burkina Faso | Soccer City, Johannesburg Toeschouwers: 85.000 Scheidsrechter: Djamel Haimoudi ( Algerije) |
| 10 februari 2013 «onderlinge duels» 20:00 (UTC+2) | Mba 40' | Wedstrijdverslag |              | Soccer City, Johannesburg Toeschouwers: 85.000 Scheidsrechter: Djamel Haimoudi ( Algerije) |

| Afrikaans kampioenschap voetbal Winnaar 2013 |
| -------------------------------------------- |
| NIGERIA 3de titel                            |

## Doelpuntenmakers
4 doelpunten
- Emmanuel Emenike
- Wakaso Mubarak

3 doelpunten
- Alain Traoré
- Seydou Keita

2 doelpunten
- Jonathan Pitroipa
- Dieumerci Mbokani
- Gervinho

- Yaya Touré
- Kwadwo Asamoah
- Mahamadou Samassa

- Sunday Mba
- Victor Moses
- Siyabonga Sangweni

1 doelpunt
- Sofiane Feghouli
- El Arbi Hillel Soudani
- Aristide Bancé
- Djakaridja Koné
- Platini
- Héldon Ramos
- Fernando Varela
- Trésor Mputu
- Wilfried Bony
- Didier Drogba
- Cheick Tioté
- Didier Ya Konan

- Adane Girma
- Emmanuel Agyemang-Badu
- Christian Atsu Twasam
- John Boye
- Asamoah Gyan
- Cheick Fantamady Diarra
- Sigamary Diarra
- Issam El Adoua
- Youssef El-Arabi
- Abdelilah Hafidi
- Uwa Elderson Echiéjilé
- Brown Ideye

- Ahmed Musa
- May Mahlangu
- Lehlohonolo Majoro
- Tokelo Rantie
- Emmanuel Adebayor
- Jonathan Ayité
- Serge Gakpé
- Dové Wome
- Khaled Mouelhi
- Youssef Msakni
- Collins Mbesuma
- Kennedy Mweene

Eigen doelpunt
- Nando (Tegen Angola)

## Afrika Cup 2013 in Beeld

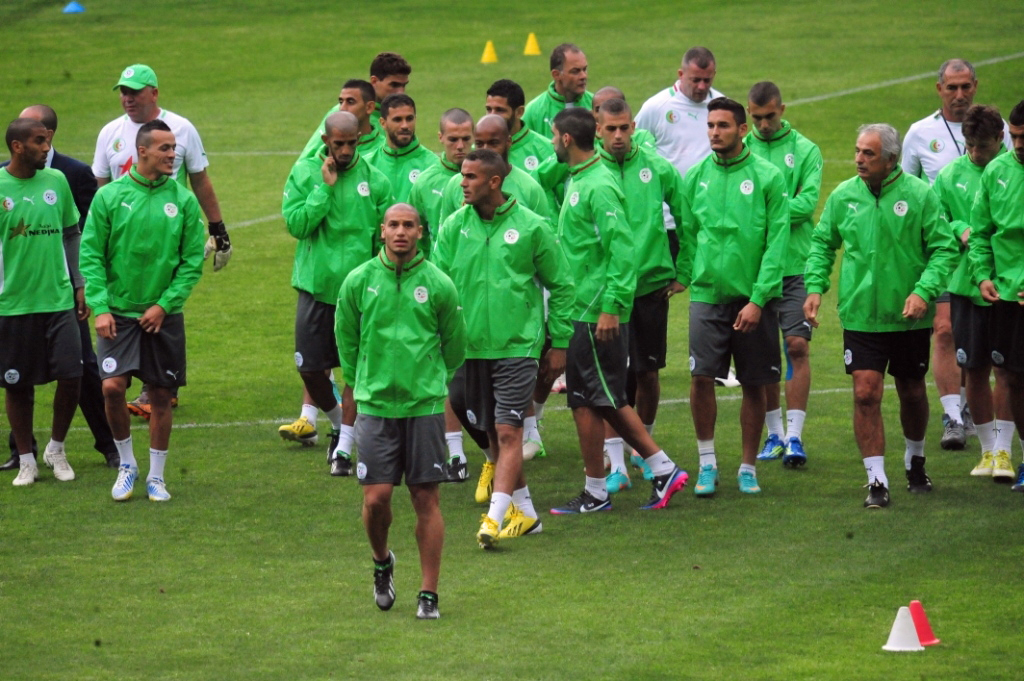
Training Algerije
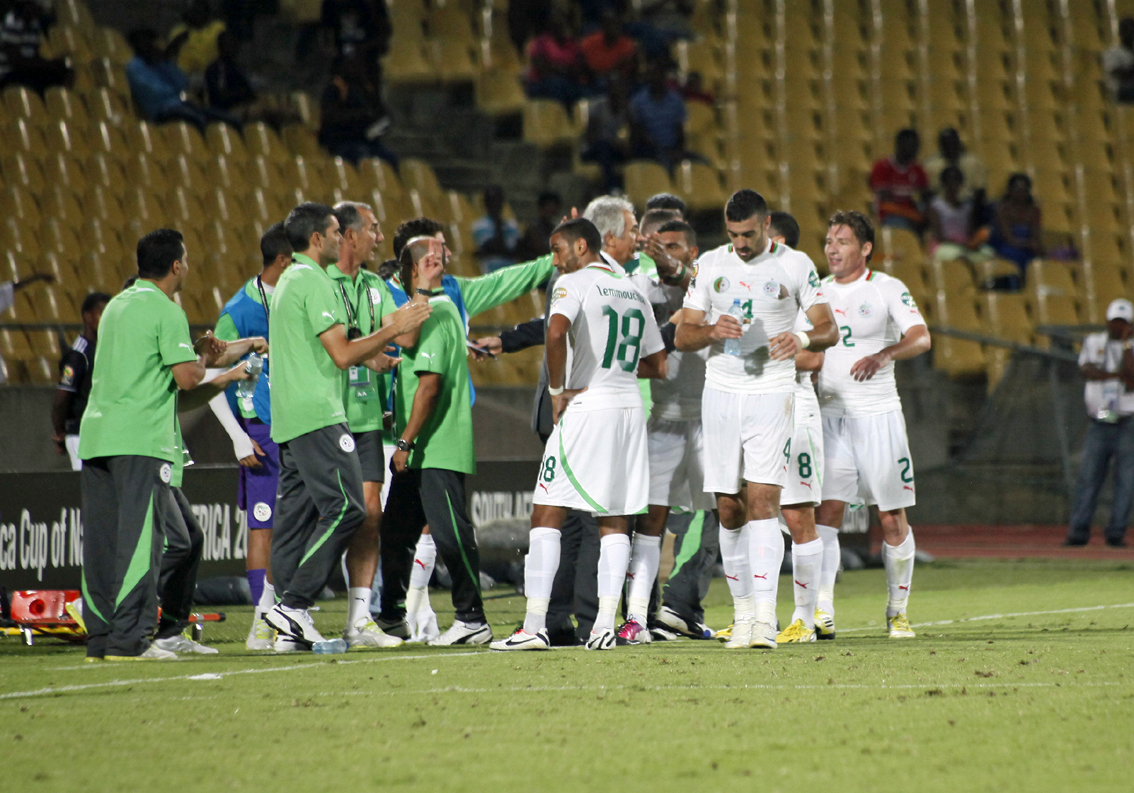
ALG –  CIV
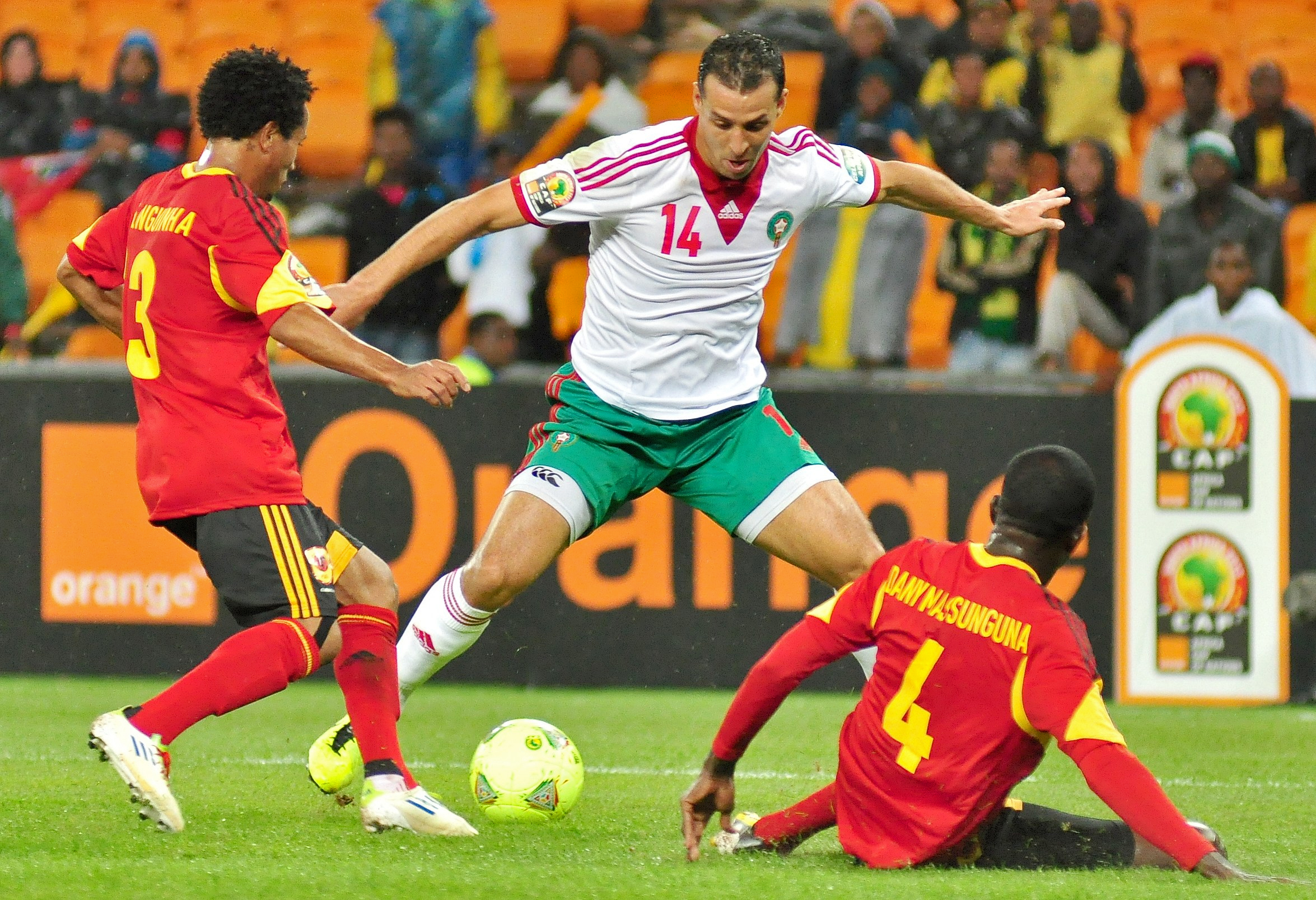
ANG –  MAR
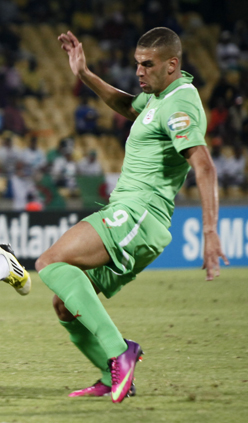
Islam Slimani
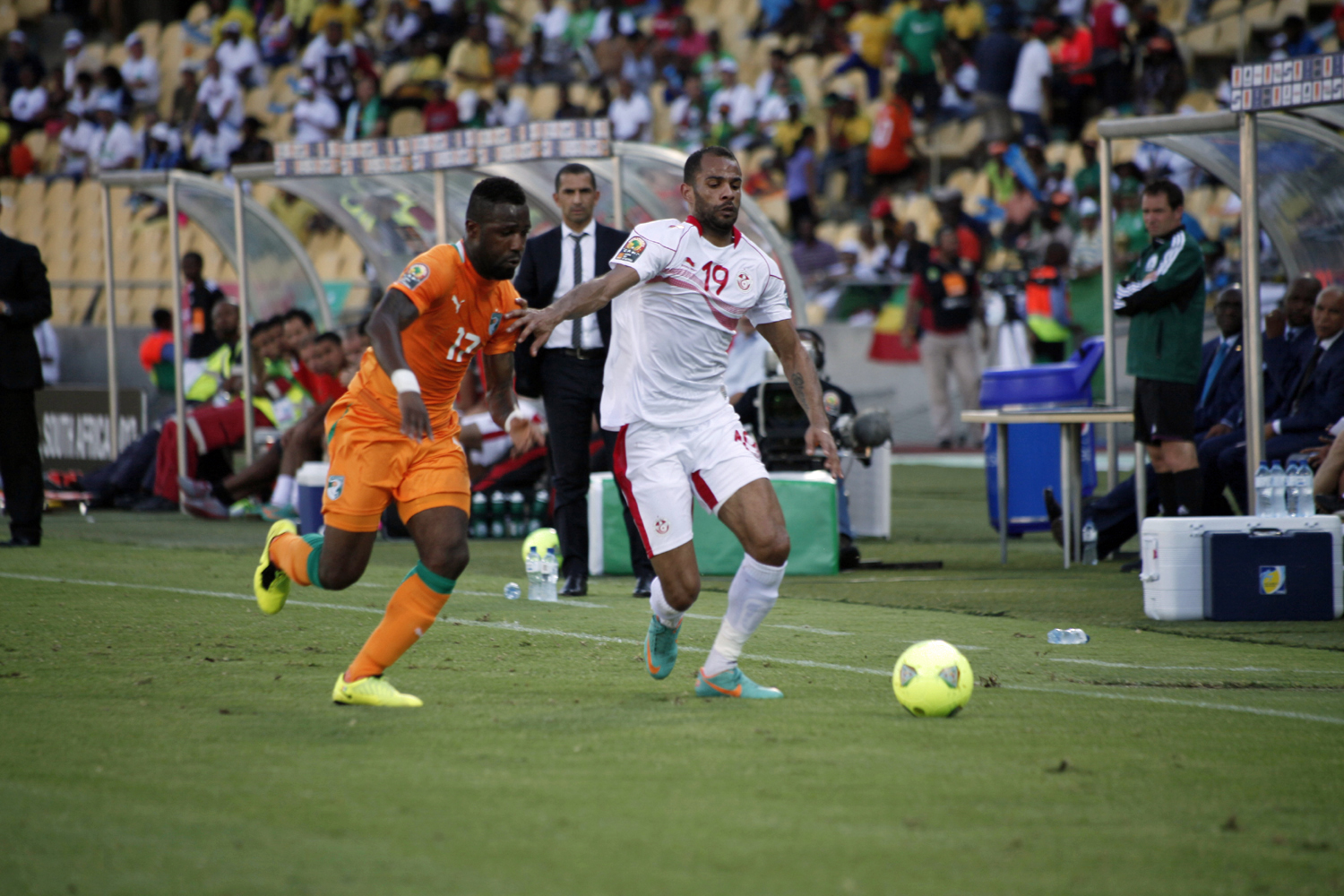
TUN –  CIV
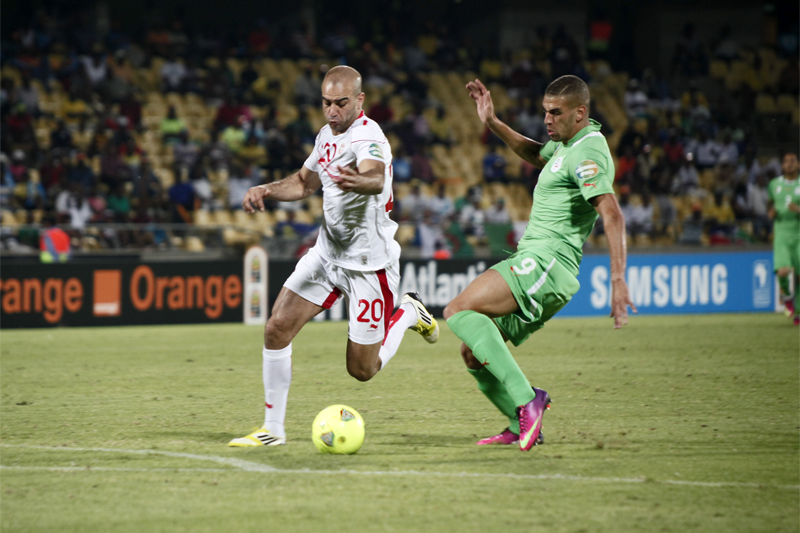
TUN –  ALG